# 和合北
和合北（わごうきた）は静岡県浜松市中央区の町名。現行行政地名は和合北一丁目～和合北四丁目。住居表示実施済。

## 地理
萩丘地区の南西部に位置する。段子川及び権現谷川に挟まれており、南端部を県道364号が通る。一丁目は二～四丁目に対して飛地のようになっている。東は住吉、西及び南は和合町、北は泉と接する。

### 河川
- 段子川
- 権現谷川

### 学区
小学校・中学校の学区は以下の通りである。
- 浜松市立泉小学校
- 浜松市立北部中学校

## 歴史

### 沿革
- 2013年（平成25年）2月1日 - 和合町の一部（和合北三丁目を除いて泉町の一部を含む）から和合北一丁目～和合北四丁目が成立。
- 2024年（令和6年）1月1日 - 浜松市の行政区再編により、和合北は中央区の一部となる。

## 施設
- 浜松市リハビリテーション病院
- 馬船平公園
- 馬船平南公園
- ヴィスタの丘公園
- 中山公園

## 交通

### バス
- 遠鉄バス
  - 48・58和合西山線：（浜松駅 - ）浜松リハビリ病院 - 馬生 - 馬舟（ - 西山 方面）
  - 51泉高丘線：（浜松駅 - ）浜松リハビリ病院 - 馬生 - 三島神社 - グリーンタウン入口 - 中山 - 一本松（ - 姫街道車庫 方面）

### 道路
- 国道257号（姫街道）
- 静岡県道364号湖東和合線

## その他

### 警察
警察の管轄区域は以下の通りである。
| 番・番地等 | 警察署         | 交番・駐在所 |
| ---------- | -------------- | ------------ |
| 全域       | 浜松中央警察署 | 北部交番     |

### 消防
消防の管轄区域は以下の通りである。
| 番・番地等 | 消防署   | 本署/出張所 |
| ---------- | -------- | ----------- |
| 全域       | 中消防署 | 富塚出張所  |